# Aulocalyx irregularis
Aulocalyx irregularis är en svampdjursart som beskrevs av Schulze 1886. Aulocalyx irregularis ingår i släktet Aulocalyx och familjen Aulocalycidae. Inga underarter finns listade i Catalogue of Life.